# Jean-Pierre Serre

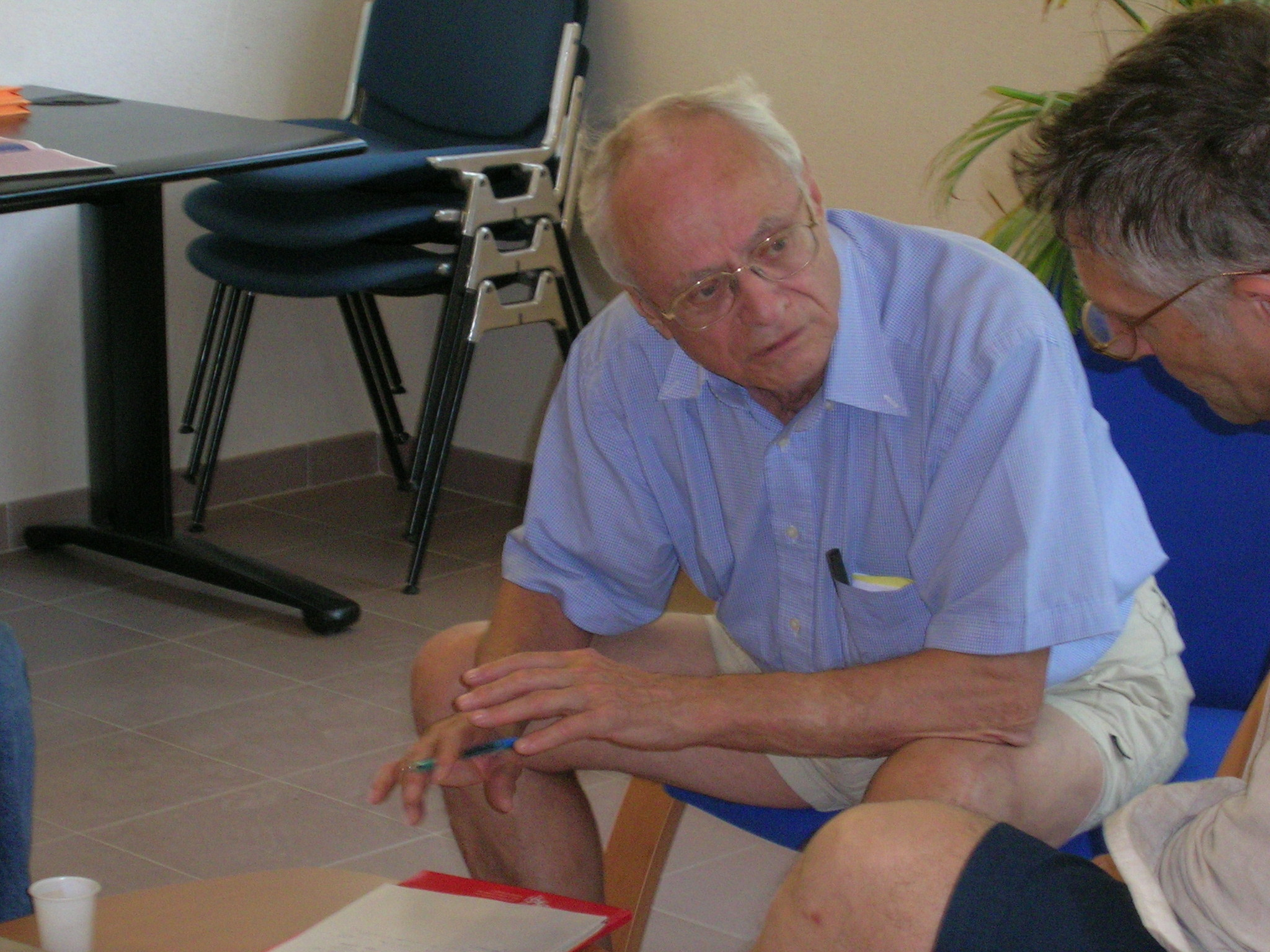
Jean-Pierre Serre a l'Escola d'estiu sobre la Conjectura de modularitat de Serre a Luminy, el 19 de juliol de 2007

Jean-Pierre Serre   (Bages de Rosselló, 15 de setembre de 1926) és un dels matemàtics més importants del segle xx. Els seus camps de treball són la geometria algebraica, la teoria de nombres i la topologia. Entre els nombrosos premis que ha rebut, destaquen la Medalla Fields (1954) i el Premi Abel (2003). Fou també nomenat doctor honoris causa per la Universitat de Barcelona l'any 2004.

## Vida
Tot i haver nascut al Rosselló, a prop d'Elna, Serre va créixer a Vauvèrd, al departament de Gard, on els seus pares estaven establerts com farmacèutics. En acabar la seva escolarització a Vauvèrd el 1937, va cursar els estudis secundaris al Lycée de Nimes, per entrar a l'École Normale Supérieure de París el 1945. Després de graduar-se el 1948, va ser investigador del CNRS, mentre preparava la tesi doctoral, títol que va obtenir el 1951, defensant una tesi de topologia dirigida per Henri Cartan. El 1954 va ser nomenat professor de la universitat de Nancy, però el 1956 va optar i va obtenir la càtedra d'àlgebra i geometria del Collège de France, càrrec que va mantenir fins a la seva jubilació el 1994, restant al Collège com professor honorari. Durant aquest temps va ser professor visitant de diverses universitats, especialment de Harvard i de l'IAS en nombroses ocasions.
L'any 2002 Springer va publicar el quart i últim volum de les seves Obres Escollides, editades per ell mateix, i que recullen 175 articles, publicats o inèdits, escrits entre 1949 i 1999. També va publicar catorze llibres, monografies o apunts de cursos.
Des de 1949 fins a 1973 va ser membre de Bourbaki, havent estat, en el moment de l'ingrés, el membre més jove del grup. Ha rebut nombrosos premis i mencions honorífiques i és membre de moltes societats científiques.

## Obra
Els seus primer treballs van ser en el camp de la topologia i, més concretament, en l'estudi de la cohomologia, la homotopia i els espais fibrats. Per aquests treballs va rebre la medalla Fields el 1954 de mans de Hermann Weyl, qui, en vista de la seva joventut, li va recomanar que continues tal com havia començat. A continuació, l'estudi dels feixos algebraics coherents el va portar al concepte d'àlgebra local. En els anys 1960's va treballar en formes quadràtiques i modulars, temes que van ser la base del seu conegut llibre Cours d'arithmétique (1970, traducció anglesa de 1973), pel qual va rebre el premi Steele el 1995.
Simultàniament, s'interessa per la teoria de cossos i la teoria de Galois, i els amplia a l'anàlisi p-àdica.
En fi, els seus treballs en topologia algebraica, geometria algebraica, àlgebra, teoria de grups,
àlgebres de Lie i teoria de nombres són, avui dia, referències habituals en la producció científica en aquests camps.